# Meg Wynn Owen
Meg Wynn Owen, född Shuttleworth den 8 november 1939 i Lancaster, Lancashire, död i juni 2022 i Cardiff, Wales, var en brittisk skådespelare. Owen blev främst känd för rollen som Hazel Bellamy i dramaserien Herrskap och tjänstefolk. Hon har också spelat roller i Duellanterna, Gosford Park och Love Actually.

## Filmografi i urval
- 1972 – Under Milk Wood
- 1973–1974 – Herrskap och tjänstefolk (TV-serie)
- 1977 – Duellanterna
- 1985 – Inte för vinnings skull (TV-serie)
- 2001 – Sista beställningen
- 2001 – Gosford Park
- 2002 – Possession
- 2003 – Love Actually
- 2004 – Family Business (TV-serie)
- 2004 – Holby City (TV-serie)
- 2004 – Vanity Fair
- 2005 – Stolthet & fördom
- 2006 – Scoop
- 2008 – The Bill (TV-serie)
- 2010 – Livet efter detta
- 2010 – Doctor Who (TV-serie)